# Aeschynanthus stenosiphon
Aeschynanthus stenosiphon är en tvåhjärtbladig växtart som beskrevs av Rudolf Schlechter. Aeschynanthus stenosiphon ingår i släktet Aeschynanthus och familjen Gesneriaceae. Inga underarter finns listade i Catalogue of Life.